# Euprosopia scatophaga
Euprosopia scatophaga är en tvåvingeart som beskrevs av Malloch 1930. Euprosopia scatophaga ingår i släktet Euprosopia och familjen bredmunsflugor. Inga underarter finns listade i Catalogue of Life.